# 佩蒂格魯州立公園
佩蒂格魯州立公園（Pettigrew State Park）是北卡羅萊納州州立公園。該州立公園全年開放，可供遠足、露營、釣魚、划船和野餐。